# Rugby League European Federation
Rugby League European Federation (RLEF) bildades 2003 och är en paraplyorganisation för rugby league i Europa och på norra halvklotet. Man sorterar under Rugby League International Federation (RLIF). RLEF organiseras och utvecklar sporten i medlemsländerna". RLEF arrangerar flera tävlingar, bland annat Europacupen.
Huvudkontoret finns i Leeds.

### Fotnoter
1. 1 2 3 4  RLEF. ”Overview”. Rugby League European Federation. Arkiverad från originalet den 6 augusti 2010. https://www.webcitation.org/5rma1sylj?url=http://www.rlef.eu.com/eurofed.php. Läst 30 juni 2009.
2. ↑  RLEF. ”Rugby League European Federation Constitution”. RLEF. Arkiverad från originalet den 6 augusti 2010. https://www.webcitation.org/5rmZlBYp9?url=http://www.rlef.eu.com/constitution.php. Läst 30 juni 2009.